# SV 1910 Kolberg
SV 1910 Kolberg was een Duitse voetbalclub uit de Pommerse stad Kolberg, dat tegenwoordig het Poolse Kołobrzeg is.

## Geschiedenis
De club werd in 1910 opgericht en sloot zich aan bij de Baltische voetbalbond. Aanvankelijk speelde de club in de Kreisliga Stolp-Köslin, een onderdeel van de Pommerse competitie. Na de Eerste Wereldoorlog ging de club in de competitie van Kolberg-Köslin spelen. In 1921 werd de club kampioen en plaatste zich voor de Pommerse eindronde. De club versloeg SV Germania 1903 Stolp en stootte door naar de finale waarin ze met 5:0 verloren van Stettiner SC 08. Ook het volgende seizoen plaatste de club zich voor de eindronde en verloor nu meteen van Stettiner FC Titania. De volgende deelname kwam twee jaar later, Stargarder SC 1910 schakelde Kolberg meteen uit. Hierna slaagde de club er niet meer in om de titel te bemachtigen, SV Preußen Köslin werd nu de grote club van de competitie. In 1933 werd de Gauliga Pommern ingevoerd als nieuwe hoogste klasse voor Pommeren. Kolberg kwalificeerde zich hier niet voor en slaagde er later ook niet meer in om te promoveren, al kwam de club in 1936/37 wel dichtbij.
Na het einde van de oorlog werden alle Duitse voetbalclubs ontbonden, Kolberg werd nu een Poolse stad en de club hield op te bestaan.

## Erelijst
Kampioen Kolberg-Köslin
1921, 1922, 1924